# Fischer Random skak
Fischer Random skak er en variant af skakspillet opfundet af tidl. verdensmester Bobby Fischer. Det kaldes også Skak960 (eng. Chess960) på grund af antallet af mulige udgangspositioner.
Fischer mente, at mulighederne ved den traditionelle opstilling af skakbrikkerne var ved at være udtømte. I stedet for at fokusere på at analysere hver enkelt position og finde kreative kombinationer ved brættet, var skak ifølge Fischer i alt for høj grad kommet til at handle om at lære åbninger og stillingstyper udenad. Ofte gennem timelange forberedelser ved computeren før hvert spil. Ved at lade spillet begynde ved en tilfældig udgangsposition udtrukket umiddelbart før spillets start kunne ingen forberede bestemte træk. 

## Udgangspositionen
Den store forskel på Fischer Random og almindelig skak er udgangspositionen. I Fischer Random står de otte bønder som i almindelig skak på anden og syvende række. Men de øvrige brikker placeres i tilfældig rækkefølge på første og ottende række af skakbrættet, dog i samme rækkefølge for de hvide og sorte brikker. Desuden skal kongen være placeret et sted mellem de to tårne og de to løbere stå på hver sin farve.
Der er i alt 960 mulige udgangspositioner, hvilket kan beregnes således:
- 4 mulige felter for den hvide løber.
- 4 mulige felter for den sorte løber.
- 6 mulige felter for dronningen.
- 5 mulige felter for første springer.
- 4 muligheder for anden springer.
- 1 mulighed for Tårn-Konge-Tårn, da kongen skal stå mellem tårnene.

Dette giver 4×4×6×5×4 = 1920 mulige positioner. Men da man ikke kan se forskel på de to springere (hvis man ombytter dem, er stillingen dem samme), skal dette tal halveres, så det endelige antal mulige positioner bliver 1920/2 = 960. (Halvdelen af de 960 positioner er venstre-højre spejlbilleder, men rokade-reglerne gør at stillingerne alligevel ikke er helt ens i praksis).
Ovenstående forklaring, hentet fra den engelske udgave af Wikipedia ("Chess960"), er enklere end følgende forklaring, som i stedet for ovennævnte to sidste trin har følgende:
- 10 mulige kombinerede opstillinger af springere, tårne og kongen, nemlig med S=springer, T=tårn og K=konge:
  1. S S T K T
  2. S T S K T
  3. S T K S T
  4. S T K T S
  5. T S S K T
  6. T S K S T
  7. T S K T S
  8. T K S S T
  9. T K S T S
  10. T K T S S

4x4x6x10 giver de 960 positioner. 
Denne sidstnævnte metode har betydning ved fastlæggelse af de såkaldte ID-numre for 960 skak (se ndst. link: "Alle 960 mulige udgangspunkter").

Et eksempel på en udgangsstilling er:
|   | a  | b  | c  | d  | e  | f  | g  | h  |   |
| 8 | a8 | b8 | c8 | d8 | e8 | f8 | g8 | h8 | 8 |
| 7 | a7 | b7 | c7 | d7 | e7 | f7 | g7 | h7 | 7 |
| 6 | a6 | b6 | c6 | d6 | e6 | f6 | g6 | h6 | 6 |
| 5 | a5 | b5 | c5 | d5 | e5 | f5 | g5 | h5 | 5 |
| 4 | a4 | b4 | c4 | d4 | e4 | f4 | g4 | h4 | 4 |
| 3 | a3 | b3 | c3 | d3 | e3 | f3 | g3 | h3 | 3 |
| 2 | a2 | b2 | c2 | d2 | e2 | f2 | g2 | h2 | 2 |
| 1 | a1 | b1 | c1 | d1 | e1 | f1 | g1 | h1 | 1 |
|   | a  | b  | c  | d  | e  | f  | g  | h  |   |

## Særlige regler
Spillereglerne i Fischer Random er grundlæggende de samme som i almindelig skak. På grund af kongens og tårnenes anderledes udgangsposition er der dog specielle regler om rokaden. En rokade i Fischer Random foretages så at slutpositionen er som i almindelig skak.
- Ved h-side rokade går den hvide konge til g1 og tårnet, der er placeret til højre for kongen, går til f1. Slutpositionen såvel som notationen (0-0) er som ved "kort rokade" i almindelig skak.
- Ved a-side rokade går den hvide konge til c1 og tårnet til venstre for kongen til d1. Slutpositionen såvel som notationen (0-0-0) er som ved "lang rokade" i almindelig skak.

(Tilsvarende for sort).
Dette gælder, uanset hvilket felt de to tårne og kongen stod på i udgangspositionen. I nogle opstillinger er det kun en brik, som skal flyttes ved en rokade.
Rokade i Fischer Random har samme begrænsninger som rokade i almindelig skak, dvs.:
- Kongen og 'rokade-tårnet' må ikke have været flyttet før.
- Intet felt mellem kongens start- og slutfelt (inkl. disse) må være truet af en af modstandernes brikker.
- Alle felter mellem kongens start- og slutfelt (inkl. det sidste), og alle felter mellem tårnets start- og slutfelt (inkl. det sidste) skal være tomme (undtaget kongen og rokade-tårnet).

Det anbefales at man siger "jeg rokerer" før rokade, for at undgå misforståelser.
En anden utvetydig metode er at flytte kongen uden for skakfelterne, men ud for slutpositionen, derefter flytte tårnet, og endelig flytte kongen til slutpositionen.

## Fastlæggelse af startposition
Der er flere metoder til at fastlægge startpositionen. En simpel metode er ved brug af en terning og følgende trin:
1. Bestem hvidfeltet løber. 1-4 er de 4 muligheder. Kast terning igen, hvis den viser 5 eller 6.
2. Bestem den sortfeltede løber på samme måde.
3. Bestem dronningens felt (1-6).
4. Bestem første springer (1-5). Hvis 6, kast terning igen.
5. Bestem anden springer (1-4). Hvis 5 eller 6, kast terning igen.
6. Der er nu kun én mulighed for at anbringe Tårn-Konge-Tårn, da kongen skal stå mellem tårnene.

Se evt. den engelske Wikipedia ("Chess960" eller linket til English her på siden) for yderligere information.